# Ашеберг, Николай Фёдорович
Николай Фёдорович Ашеберг (?—1852) — полковник, управляющий Ширванской провинцией и начальник Каспийской области.

## Биография
Происходил из дворян Екатеринославской губернии. С 1807 года получал образование во 2-м кадетском корпусе, из которого выпущен в 1809 году прапорщиком в Саратовский пехотный полк.
С 1810 года служил в Мингрельском пехотном полку, расположенном на Кавказе и с этого времени началась боевая служба Ашеберга.
В том же 1810 году Ашеберг защищал селение Амамлы от персидских войск и всле за тем был в экспедиции под Ахалцих против турок. В 1811 году вновь сражался против персов в Кубинской провинции и с горцами Сурхай-хана Хамбутая в Казикумухском ханстве. В 1812 году он отличился при взятии штурмом аула Рустов, за что был награждён орденом св. Анны 4-й степени.
За последующие боевые отличия Ашеберг получил чины капитана (в 1819 году) и майора (в 1822 году). 12 октября 1823 года был зачислен в Куринский пехотный полк и назначен исполнять дела Дербентского коменданта и управляющим Талышинским округом и Табасаранью. С 4 февраля 1826 года был Ширванским комендантом и управляющим Ширванской провинцией, в 1829 году произведён в подполковники. 1 июля 1833 года отчислен от должности и в следующем году был уволен в отставку.
В 1836 году Ашеберг вновь определился на военную службу прежним чином и вернулся к своей прежней должности Ширванского коменданта, в 1838 году получил чин полковника. 3 декабря 1839 года за беспорочную выслугу 25 лет в офицерских чинах награждён орденом св. Георгия 4-й степени (№ 5964 по кавалерскому списку Григоровича — Степанова).
Назначенный в 1841 году управляющим Каспийской областью Ашеберг в следующем году подал прошение об отставке, которое было удовлетворено.
Скончался 16 декабря 1852 года.